# Stazione di Scafati
La stazione di Scafati è una stazione ferroviaria posta sulla linea Napoli-Battipaglia, a servizio dell'omonimo comune.
Situata lungo la parte iniziale di Via Guglielmo Oberdan, lungo il percorso della strada statale S.S.18, è posta in una zona relativamente periferica rispetto al centro cittadino. La stazione ha 2 binari passeggeri, mentre un terzo binario tronco, con annesso scalo merci, è situato poco prima della banchina della stazione verso Salerno: piuttosto ampio, i suoi spazi sono utilizzati solo saltuariamente per il ricovero di materiale rotabile. 
In passato lo scalo merci era particolarmente attivo, poi con il progressivo declino dell'industria scafatese nel corso degli anni 80-90 esso ha perso la sua originaria funzione.
La stazione di Scafati, nel corso degli anni, ha visto dapprima chiudere la propria biglietteria e, saltuariamente, la sala d'aspetto dei viaggiatori, poi ristrutturata e riaperta al pubblico. Nonostante la soppressione dello scalo merci, il locale posto di movimento continua ad essere operativo nelle ore diurne e notturne. Dopo il passaggio dell'ultimo treno, i locali passeggeri della stazione vengono chiusi al pubblico nelle ore notturne. Nei primi mesi del 2007 furono attuati alcuni interventi di ammodernamento, in particolare si ebbe la costruzione di un sottopassaggio, prima mancante.
La stazione attualmente è dotata di un bar e di una biglietteria automatica.